# بطولة الأمم الخمس 1976
بطولة الأمم الستة 1976 (بالإنجليزية: 1976 Five Nations Championship)‏ هو الموسم 82 من  بطولة الأمم الستة. كان عدد الأندية المشاركة فيه  5، وفاز فيه منتخب ويلز الوطني لاتحاد الرغبي.